# Matara (Distrikt)
Koordinaten: 5° 57′ N, 80° 32′ O
Der Distrikt Matara (singhalesisch මාතර දිස්ත්‍රික්කය Mātara distrikkaya; Tamil மாத்தறை மாவட்டம் Māttaṛai māvaṭṭam) ist ein Distrikt in der Südprovinz in Sri Lanka. Hauptort ist Matara.

## Geografie
Der Distrikt Matara liegt im Süden der Insel an der Küste und gehört zur Südprovinz. Nachbardistrikte sind Ratnapura im Norden, Hambantota im Osten, der Indische Ozean im Süden und Galle im Westen.
Der Distrikt Matara hat eine Fläche von 1283 Quadratkilometern (davon 1270 Quadratkilometer Land und 13 Quadratkilometer Binnengewässer). Damit ist er flächenmäßig der viertkleinste Distrikt Sri Lankas.

## Bevölkerung
Nach der Volkszählung 2012 hat der Distrikt Matara 814.048 Einwohner. Mit 641 Einwohnern pro Quadratkilometer liegt die Bevölkerungsdichte deutlich über dem Durchschnitt Sri Lankas (325 Einwohner pro Quadratkilometer). Von den Bewohnern waren 389.903 (47,90 %) männlichen und 424.145 (52,10 %) weiblichen Geschlechts. Die Bevölkerung ist ausgesprochen jung. Dies verdeutlicht ein Blick auf die Altersverteilung.
| Alter  | 0–9 Jahre | 10–19 Jahre | 20–29 Jahre | 30–39 Jahre | 40–49 Jahre | 50–59 Jahre | 60–79 Jahre | 80 Jahre und mehr |
| Anzahl | 137.980   | 130.223     | 117.041     | 111.984     | 101.881     | 94.845      | 102.183     | 17.911            |
| Anteil | 16,95 %   | 16,00 %     | 14,38 %     | 13,76 %     | 12,52 %     | 11,65 %     | 12,55 %     | 2,20 %            |

### Bevölkerung des Distrikts nach Volksgruppen
Beinahe 95 % der Einwohnerschaft sind Singhalesen. Nur in den Divisions Kotapola und Welipitiya sind mehr als zehn Prozent der Bewohner Angehörige einer ethnischen Minderheit. In elf der sechzehn Divisionen leben fast nur Singhalesen.
| Jahr                                                    | Singhalesen1 | Singhalesen1 | Sri-Lanka-Tamilen2 | Sri-Lanka-Tamilen2 | Tamilen2 | Tamilen2 | Moors3 | Moors3 | Burgher | Burgher | Malaien | Malaien | Andere4 | Andere4 | Total   | Total    |
| Jahr                                                    | No.          | %            | No.                | %                  | No.      | %        | No.    | %      | No.     | %       | No.     | %       | No.     | %       | No.     | %        |
| ------------------------------------------------------- | ------------ | ------------ | ------------------ | ------------------ | -------- | -------- | ------ | ------ | ------- | ------- | ------- | ------- | ------- | ------- | ------- | -------- |
| 1981                                                    | 608.516      | 94,52 %      | 4.683              | 0,73 %             | 13.875   | 2,16 %   | 16.122 | 2,50 % | 205     | 0,03 %  | 79      | 0,01 %  | 306     | 0,05 %  | 643.786 | 100,00 % |
| 2001                                                    | 716.974      | 94,17 %      | 5.161              | 0,68 %             | 16.672   | 2,19 %   | 22.133 | 2,91 % | 179     | 0,02 %  | 87      | 0,01 %  | 164     | 0,02 %  | 761.370 | 100,00 % |
| 2012                                                    | 767.580      | 94,29 %      | 8.772              | 1,08 %             | 12.127   | 1,49 %   | 25.254 | 3,10 % | 131     | 0,02 %  | 58      | 0,01 %  | 126     | 0,02 %  | 814.048 | 100,00 % |
| Quelle: Volkszählungen in Sri Lanka 1981, 2001 und 2012 |              |              |                    |                    |          |          |        |        |         |         |         |         |         |         |         |          |

1 Tiefland- und Kandy-Singhalesen zusammen2 Sri-Lanka-Tamilen und indische Tamilen separat 3 nur sri-lankische Moors4 davon 2001 59 Sri Lanka Chetties und 4 Bharathas; 2012 6 Sri Lanka Chetties und 11 Bharathas  

### Bevölkerung des Distrikts nach Bekenntnissen
Fast alle singhalesischen Einwohner Mataras hängen dem Buddhismus an, während die Moors und Malaien sich allesamt zum Islam bekennen. Drittstärkste Religion ist der Hinduismus, dem die große Mehrheit der indischen und sri-lankischen Tamilen angehört. Das Christentum, dem die Burgher und eine Minderheit der Tamilen (etwa 21 % oder 4500 Menschen) angehören, ist nur eine kleine Minderheitenreligion. Erwähnenswert ist das starke Wachstum der Protestanten (meist Freikirchler; 1981–2012: + 292 %) bei gleichzeitig geringem Wachstum bei den Katholiken (1981–2012: + 20 %).
| Jahr                                                    | Buddhisten | Buddhisten | Hindus | Hindus | Muslime | Muslime | Katholiken | Katholiken | andere Christen | andere Christen | Andere | Andere | Total   | Total    |
| Jahr                                                    | No.        | %          | No.    | %      | No.     | %       | No.        | %          | No.             | %               | No.    | %      | No.     | %        |
| ------------------------------------------------------- | ---------- | ---------- | ------ | ------ | ------- | ------- | ---------- | ---------- | --------------- | --------------- | ------ | ------ | ------- | -------- |
| 1981                                                    | 608.714    | 94,55 %    | 15.356 | 2,39 % | 16.670  | 2,59 %  | 2.026      | 0,31 %     | 818             | 0,13 %          | 202    | 0,03 % | 643.786 | 100,00 % |
| 2001                                                    | 716.710    | 94,13 %    | 17.339 | 2,28 % | 22.481  | 2,95 %  | 2.703      | 0,36 %     | 2.001           | 0,26 %          | 136    | 0,02 % | 761.370 | 100,00 % |
| 2012                                                    | 766.323    | 94,14 %    | 16.421 | 2,02 % | 25.614  | 3,15 %  | 2.432      | 0,30 %     | 3.208           | 0,39 %          | 50     | 0,01 % | 814.048 | 100,00 % |
| Quelle: Volkszählungen in Sri Lanka 1981, 2001 und 2012 |            |            |        |        |         |         |            |            |                 |                 |        |        |         |          |

### Bevölkerungsentwicklung
Die Bevölkerung des Distrikts Matara wächst seit Jahrzehnten ständig an. Im Zeitraum von 2001 bis 2012 (den beiden letzten Volkszählungsjahren) betrug die Zunahme 52.678 Menschen. Dies ist ein Wachstum von 6,92 %. Seit 1946 hat sich die Einwohnerschaft mehr als verdoppelt (+ 131 %).
Der Distrikt war nicht Kampfgebiet des Bürgerkriegs. Deshalb ist nur ein kleiner Teil der Migranten der Gruppe der Bürgerkriegsbetroffenen zuzurechnen. Im Jahr 2012 lebten im Distrikt Matara Regierungsstatistiken zufolge nur 1439 Flüchtlinge und Rückkehrer. Darunter waren 1211 Flüchtlinge aus anderen Gegenden Sri Lankas und 228 Menschen wurden nach vormaliger Vertreibung wieder angesiedelt.

### Bedeutende Orte
Einzige große Orte des Distrikts sind der Distrikthauptort Matara (2012: 74.193 Bewohner) und Weligama (2012: 22.377 Einwohner).

## Geschichte
Trotz seiner Lage an der Südküste traf 2004 der von einem Erdbeben ausgelöste Tsunami die Küste mit voller Wucht. Damals starben nach amtlichen Angaben im Distrikt Matara 1.221 Menschen. Fast 20.000 Familien waren von den Folgen der Flutwelle betroffen.

### Lokalverwaltung
Der Vorsteher des Distrikts trägt den Titel District Secretary. Der Distrikt ist weiter in sechzehn Divisionen (unter einem Division Secretary) unterteilt. Die Städte und größeren Orte haben eine eigene Verwaltung (Gemeindeparlament oder Gemeinderat). Es gibt 895 Dorfverwaltungen (Grama Niladharis) für die 2446 Dörfer im gesamten Distrikt.
| Name                | Hauptort           | Einwohner 2012 | Fläche in km² | Dichte | GN  | Dörfer |
| ------------------- | ------------------ | -------------- | ------------- | ------ | --- | ------ |
| Akuressa            | Akuressa           | 52.912         | 148,8         | 356    | 46  | 103    |
| Athuraliya          | Athuraliya         | 32.304         | 63,0          | 513    | 28  | 61     |
| Dewinuwara          | Dewinuwara         | 48.253         | 39,9          | 1.209  | 41  | 80     |
| Dickwella           | Dickwella          | 54.672         | 51,9          | 1.053  | 48  | 107    |
| Hakmana             | Hakmana            | 31.648         | 47,7          | 663    | 34  | 89     |
| Kamburupitiya       | Kamburupitiya      | 40.969         | 60,9          | 673    | 39  | 113    |
| Kirinda Puhulwella  | Kirinda Puhulwella | 20.291         | 37,5          | 541    | 25  | 56     |
| Kotapola            | Kotapola           | 63.255         | 175,5         | 360    | 37  | 110    |
| Malimbada           | Malimbada          | 34.856         | 44,7          | 780    | 29  | 72     |
| Matara Four Gravets | Matara             | 115.805        | 53,9          | 2.149  | 66  | 108    |
| Mulatiyana          | Mulatiyana         | 50.261         | 115,3         | 436    | 48  | 100    |
| Pasgoda             | Pasgoda            | 59.160         | 148,3         | 399    | 43  | 180    |
| Pitabeddara         | Pitabeddara        | 51.186         | 141,6         | 361    | 40  | 56     |
| Thihagoda           | Thihagoda          | 33.535         | 45,2          | 742    | 40  | 152    |
| Weligama            | Weligama           | 72.843         | 44,0          | 1.656  | 48  | 101    |
| Welipitiya          | Welipitiya         | 52.098         | 64,3          | 810    | 38  | 170    |
| Distrikt Matara     | Matara             | 814.048        | 1.270         | 641    | 650 | 1.658  |